# Trio San José
Das Trio San José war ein spanisches Folkloretrio.

## Hintergrund
Es bestand aus den Musikern José Ivanco, Pedro Prosquellas und Juan Javal. Mit einer Interpretation des Stücks Ave Maria no morro, im Original von der brasilianischen Sängerin Dalva de Oliveira, landeten sie einen internationalen Hit. In Deutschland hielt sich die Aufnahme zwischen März 1959 und Juni 1960 14 Monate lang in den Singlecharts.
In den Jahren 1958 bis 1961 wurden ihre Aufnahmen auf dem deutschen Plattenmarkt von Columbia Records veröffentlicht, wie z. B. La Paloma oder Besame Mucho, später dann von 1963 bis 1964 von Ariola, z. B. Cucurrucucú paloma.